# Каниськина, Ольга Николаевна
О́льга Никола́евна Кани́ськина (род. 19 января 1985, с. Напольная Тавла, Мордовская АССР) — российская легкоатлетка, олимпийская чемпионка 2008 года, чемпионка мира 2007 года, двукратная чемпионка России. Специализируется в ходьбе на 20 километров.
4 марта 2016 года Спортивный арбитражный суд (CAS) принял решение аннулировать все результаты О. Каниськиной с 15 августа 2009 года по 15 октября 2012 года за нарушение антидопинговых правил.

## Биография
Родилась в селе Напольная Тавла (ныне — в городском округе Саранск). По национальности эрзя.
Когда Ольге было 8 лет, у неё умерла мать. Училась в школе № 35 города Саранска. В 7 классе Ольга начала заниматься спортивной ходьбой. Занятия проходили в ДЮСШ № 1 г. Саранска под руководством Л. Ф. Русяйкиной. Ольга принимала участие в многочисленных юношеских соревнованиях регионального и общероссийского уровня. К 18 годам у неё уже было звание мастера спорта.
В 2005 году она выиграла серебряную медаль на молодёжном Чемпионате Европы (Эрфурт), а в 2006 году — также серебряную медаль на Чемпионате Европы (среди взрослых) (Гётеборг).
В 2007 году Ольга одержала победу на Чемпионате Мира в ходьбе на 20 км (Осака). В том же году она выиграла финал Гран-при ИААФ по спортивной ходьбе (Саранск), а также стала серебряным призёром Кубка Европы по спортивной ходьбе (Лемингтон).
В 2008 году О. Каниськина выиграла золотую медаль на Олимпийских играх, проходивших в Пекине, в ходьбе на 20 км.
В 2009 году она одержала победу на Чемпионате Мира по лёгкой атлетике в ходьбе на 20 км (Берлин).
В 2010 году завоевала золотую медаль на Чемпионате Европы по лёгкой атлетике в ходьбе на 20 км (Барселона).
В 2011 году завоевала золотую медаль на Чемпионате мира по лёгкой атлетике в ходьбе на 20 км (Тэгу).
В 2012 году на Олимпийских играх в Лондоне в ходьбе на 20 км завоевала серебряную медаль, уступив лишь своей соотечественнице Елене Лашмановой. Лишена медали после антидопингового скандала.
Проживает в Саранске. Окончила математический факультет Мордовского государственного университета им. Н. П. Огарёва. Не замужем, детей нет.
Тренируется в Центре олимпийской подготовки Республики Мордовия под руководством заслуженного тренера России Виктора Михайловича Чёгина.

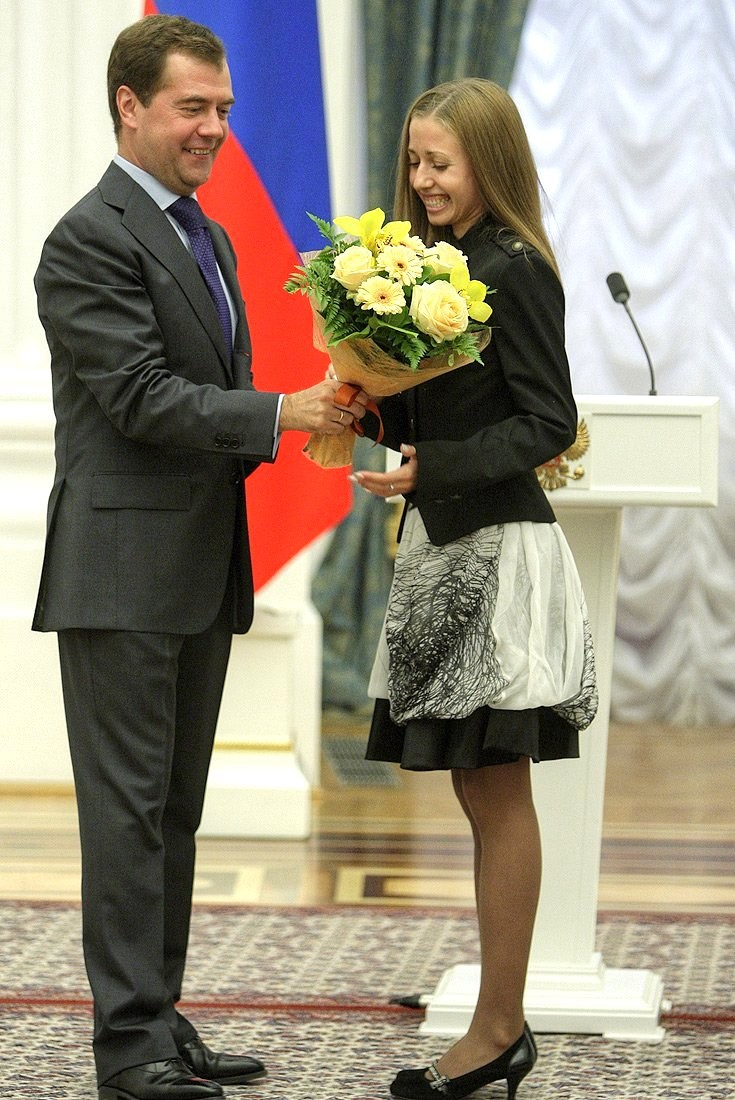
На награждении в Кремле

В 2009 году была признана лучшей спортсменкой года по версии телеканала «Спорт» в рамках программы «Золотой пьедестал».
В 2010 году «Российский союз спортсменов» отдал спортсменке первое место в конкурсе на соискание премии «Звезда Спорта» за 2009 год.
После завершения Олимпиады 2012 года объявила, что этот старт был последним в её спортивной карьере.
8 ноября 2013 года главный тренер сборной России по лёгкой атлетике Валентин Маслаков заявил о том, что Ольга Каниськина завершила свою спортивную карьеру. В 2014 году стала руководителем Саранского ЦОПа, а в 2015 году снята с должности из-за антидопингового скандала.
27 февраля 2016 года на первом старте после дисквалификации победила на зимнем чемпионате России по спортивной ходьбе в Сочи на дистанции 20 км.
24 марта 2016 года Спортивный арбитражный суд в Лозанне принял решение аннулировать все результаты Каниськиной с 15 августа 2009 года по 15 октября 2012 года.

## Награды
- Орден Дружбы (2 августа 2009 года) — за большой вклад в развитие физической культуры и спорта, высокие спортивные достижения на Играх XXIX Олимпиады 2008 года в Пекине[7]
- Медаль ордена «За заслуги перед Отечеством» I степени (13 августа 2012 года)— за большой вклад в развитие физической культуры и спорта, высокие спортивные достижения на Играх XXX Олимпиады 2012 года в городе Лондоне (Великобритания)[8]
- Заслуженный мастер спорта России
- Почётная грамота Министерства спорта, туризма и молодёжной политики Российской Федерации (27 августа 2009 года) — за высокие спортивные достижения в составе сборной команды Российской Федерации на XII чемпионате мира по лёгкой атлетике.[9]
- Орден Славы (Мордовия) III степени[10]
- Почётный гражданин Республики Мордовия — за победу на чемпионате мира в 2009 году.

## Допинг
В декабре 2012 года Международная ассоциация легкоатлетических федераций (ИААФ) уведомила Всероссийскую федерацию лёгкой атлетики (ВФЛА) о неблагоприятных гематологических профилях пяти ведущих ходоков России, в число которых входила Ольга Каниськина. По данным газеты «Спорт-Экспресс», накануне чемпионата мира 2013 года президент ИААФ Ламин Диак поставил перед ВФЛА ультиматум: либо подозреваемые атлеты пропускают турнир, либо соревнования будут омрачены громким допинговым скандалом. Спустя два года после первого уведомления, 20 января 2015 года, Российское антидопинговое агентство (РУСАДА) объявило о дисквалификации Ольги Каниськиной сроком на три года и два месяца, начиная с 15 октября 2012 года, и об аннулировании её результатов, показанных за два периода: 15 июля — 16 сентября 2009 года и 30 июля — 8 ноября 2011 года. IAAF не согласилась с избирательным аннулированием результатов и подала апелляцию в CAS. 4 марта 2016 года Спортивный арбитражный суд (CAS) принял решение аннулировать все результаты Каниськиной с 15 августа 2009 года по 15 октября 2012 года.
Нарушение антидопинговых правил было установлено на основании аномальных показателей гематологического профиля в рамках программы биологического паспорта ИААФ. В данных биологического паспорта Ольги Каниськиной было сразу несколько аномальных «пиков», что свидетельствует о систематическом использовании допинга и является отягчающим обстоятельством. По этой причине дисциплинарный антидопинговый комитет РУСАДА принял решение не ограничиваться стандартной санкцией в два года, а увеличить срок дисквалификации до 3 лет 2 месяцев.